# Steinkreuz Regensburger Straße (Feucht)

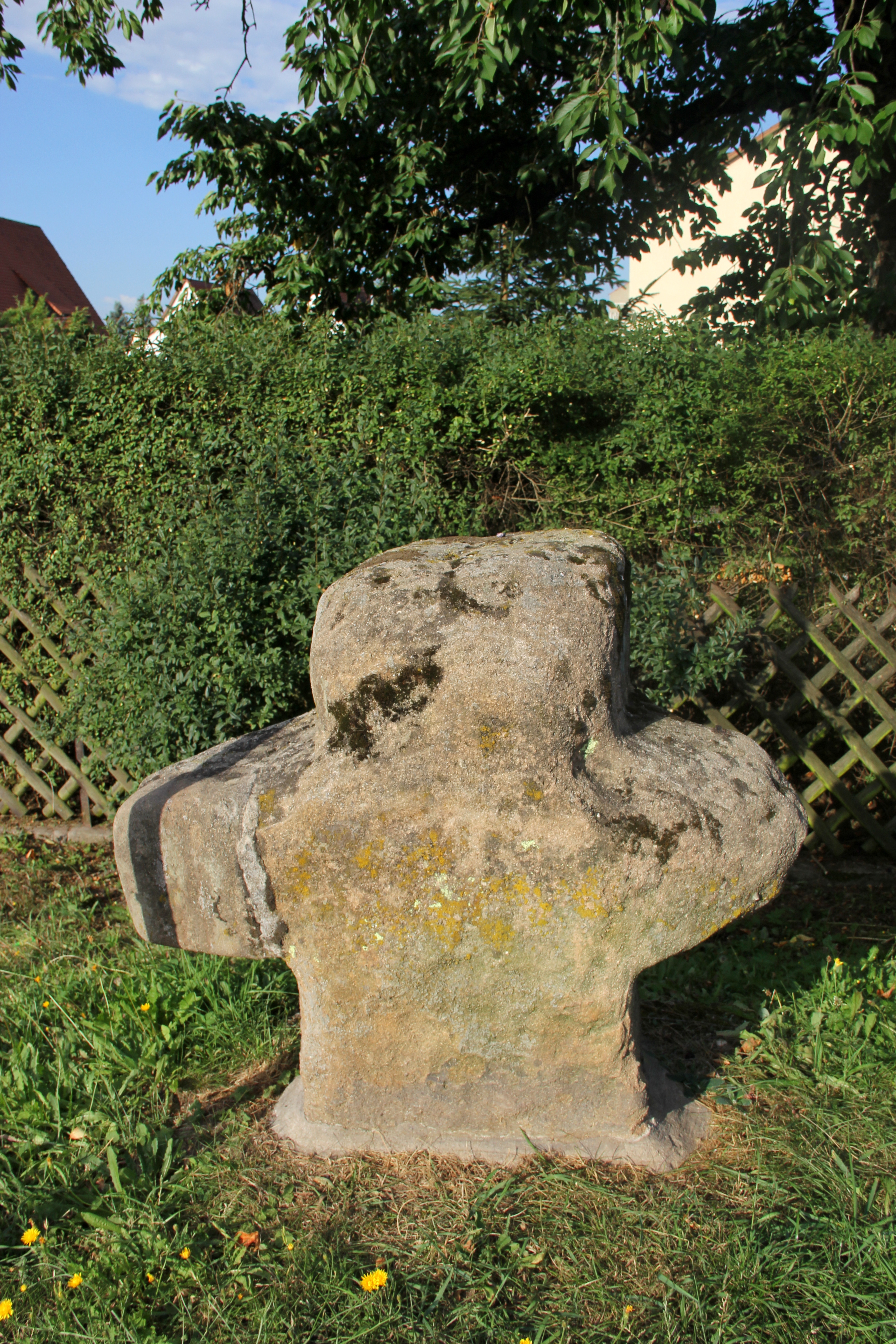
Steinkreuz an der Regensburger Straße

Das Steinkreuz Regensburger Straße ist ein historisches Steinkreuz in der Marktgemeinde Feucht im mittelfränkischen Landkreis Nürnberger Land in Bayern.

## Lage
Das Steinkreuz befindet sich im Ortsbereich von Feucht vor dem Anwesen Regensburger Straße 12 und Ecke Bogenstraße. Es steht dort in einem schmalen Grünstreifen, eingerahmt von zwei Versorgungskästen zwischen Gartenzaun und dem Gehweg.

## Beschreibung

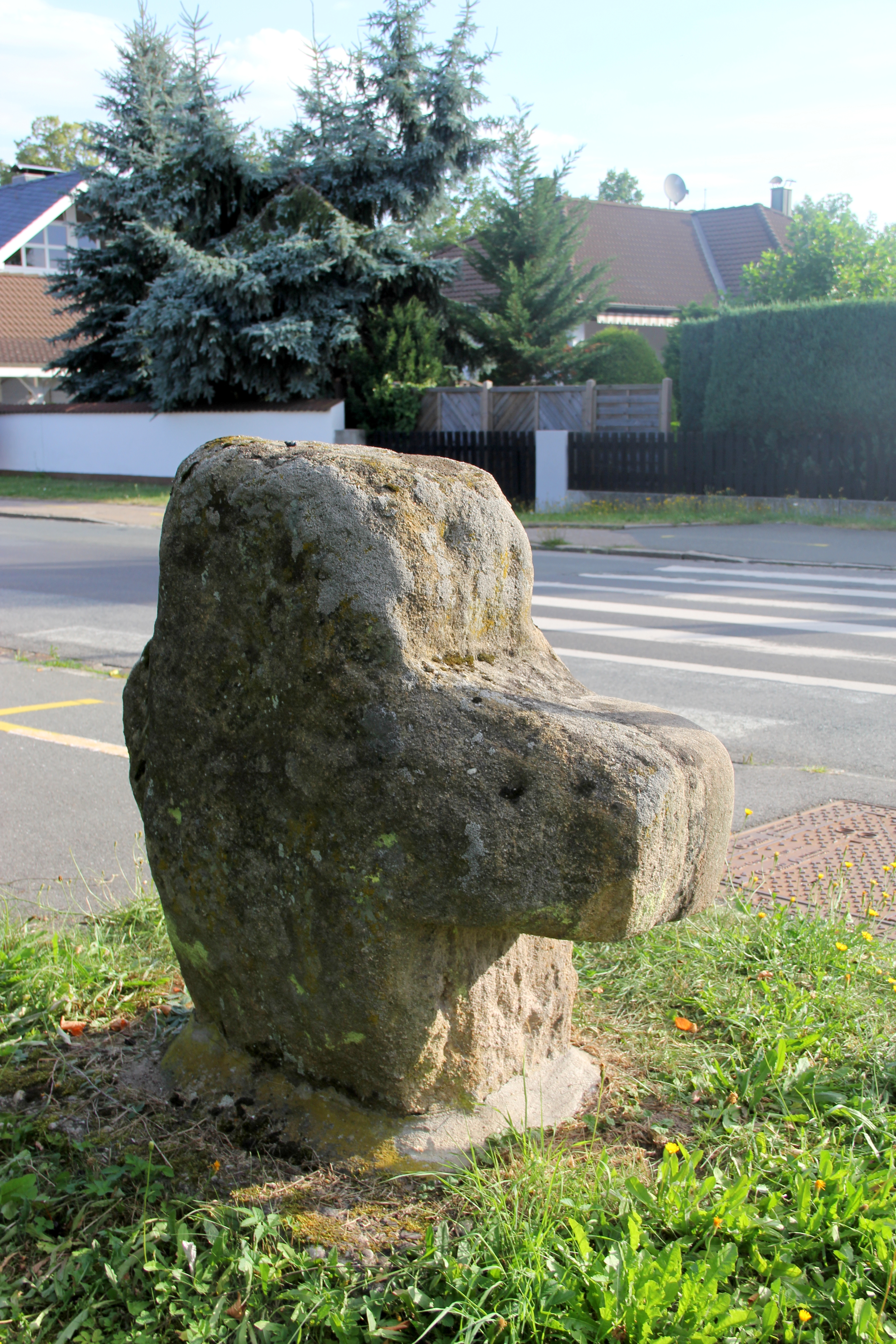
Die Rückseite

Das wuchtig wirkende Sühnekreuz aus Sandstein ist etwa 85 cm hoch, 110 cm breit und 43 cm tief. Auf dem Kopf befindet sich ein 6 cm tiefes und 1,5 mal 1,5 cm großes Loch.

## Geschichte und Sage
Das Relikt ist vermutlich spätmittelalterlich und wurde vom Bayerischen Landesamt für Denkmalpflege als Baudenkmal ausgewiesen.
Vom Steinkreuz wird der Sage nach erzählt, dass hier des Nachts ein feuriger Pudel sitzt, der den Wanderer bis zum Steinkreuz am Kirchbühl begleitet. Dort kehrt er unter lautem Gebell wieder um. Vom Pudel gehen weitere ähnliche Volkssagen aus. Er tritt als Geistertier und Spukerscheinung auf. So nimmt der Teufel, wie aus Goethes Faust, gern die Gestalt eines schwarzen Pudels an. Der feurige Pudel hat glühende Augen und ist häufig der Hüter eines Schatzes.